# Lemnhults socken
Lemnhults socken i Småland ingick i Östra härad, ingår sedan 1971 i Vetlanda kommun i Jönköpings län och motsvarar från 2016 Lemnhults distrikt.
Socknens areal är 74,15 kvadratkilometer, varav land 68,32. År 2000 fanns här 143 invånare. Kyrkbyn Lemnhult med sockenkyrkan Lemnhults kyrka ligger i socknen. 

## Administrativ historik
Lemnhults socken har medeltida ursprung.
Vid kommunreformen 1862 övergick socknens ansvar för de kyrkliga frågorna till Lemnhults församling och för de borgerliga frågorna till Lemnhults landskommun. Landskommunen inkorporerades 1952 i Korsberga landskommun och uppgick sedan 1971 i Vetlanda kommun.Församlingen uppgick 2006 i Korsberga församling.
1 januari 2016 inrättades distriktet Lemnhult, med samma omfattning som församlingen hade 1999/2000.  
Socknen har tillhört samma fögderier och domsagor som Östra härad. De indelta soldaterna tillhörde Kalmar regemente och Smålands grenadjärkår, Östra härads kompani.

## Geografi
Lemnhults socken ligger söder om Värnen och sydost om Vetlanda. Socknen är starkt kuperad sjö- och mossrik skogs- och bergstrakt.

## Fornlämningar
Några gravrösen från bronsåldern och järnåldern finns här.

## Namnet
Namnet (1290 Limandahult) troligen taget från prästgården, med ett oklart förled och efterleden hult, liten skog.

### Fotnoter
1. 1 2  Svensk Uppslagsbok andra upplagan 1947–1955: Lemnhult socken
2. 1 2  Harlén, Hans; Harlén Eivy (2003). Sverige från A till Ö: geografisk-historisk uppslagsbok. Stockholm: Kommentus. Libris 9337075. ISBN 91-7345-139-8
3. ↑  ”Församlingar”. Statistiska centralbyrån. https://www.scb.se/hitta-statistik/regional-statistik-och-kartor/regionala-indelningar/forsamlingar/. Läst 30 december 2022.
4. ↑  Administrativ historik för Lemnhult socken (Klicka på församlingsposten). Källa: Nationella arkivdatabasen, Riksarkivet.
5. ↑  Indelta soldater, torp och rotar i Jönköpings län Arkiverad 24 januari 2012 hämtat från the Wayback Machine. Jönköpingsbygdens Genealogiska Förening
6. 1 2  Sjögren, Otto (1931). Sverige geografisk beskrivning del 2 Östergötlands, Jönköpings, Kronobergs, Kalmar och Gotlands län. Stockholm: Wahlström & Widstrand. Libris 9939
7. 1 2  Nationalencyklopedin
8. ↑  Fornlämningar, Statens historiska museum: Lemnhults socken
9. ↑  Fornminnesregistret, Riksantikvarieämbetet: Lemnhults socken Fornminnen i socknen erhålls på kartan genom att skriva in sockennamn (utan "socken") i "Ange geografiskt område"
10. ↑  Mats Wahlberg, red (2003). Svenskt ortnamnslexikon. Uppsala: Institutet för språk och folkminnen. Libris 8998039. ISBN 91-7229-020-X. https://isof.diva-portal.org/smash/get/diva2:1175717/FULLTEXT02.pdf